# Stanisław Długosz (ekonomista)
Stanisław Józef Długosz (ur. 19 czerwca 1925 w Warszawie, zm. 14 maja 2019 tamże) – polski polityk, doktor nauk ekonomicznych.

## Życiorys
Syn Stanisława i Adelajdy. Ukończył Szkołę Główną Handlową. 
Od 1946 pracował w centralach handlu zagranicznego POLIMEX, a następnie VARIMEX. W latach 1954–1957 był członkiem delegacji polskiej do Komisji Nadzoru nad zawieszeniem broni w Wietnamie. W 1972 został wiceministrem handlu zagranicznego. W okresie od października 1980 do grudnia 1988 był zastępcą przewodniczącego Komisji Planowania przy Radzie Ministrów (od 14 października do 23 grudnia 1988 był p.o. przewodniczącego w rządzie Mieczysława Rakowskiego). Następnie – do października 1990 – był związany z Centralnym Urzędem Planowania, w którym był podsekretarzem stanu. Uczestniczył w obradach Okrągłego Stołu w podzespole do spraw gospodarki i polityki społecznej.
Należał do PZPR.
Według materiałów zgromadzonych w archiwum Instytutu Pamięci Narodowej był w latach 1954–1962 tajnym współpracownikiem i kontaktem poufnym  Służby Bezpieczeństwa o pseudonimach "953" i "Adam 953".
Zmarł w maju 2019 w Warszawie.

## Odznaczenia
- Krzyż Komandorski z Gwiazdą Orderu Odrodzenia Polski (2004)[3]
- Order Odrodzenia Polski III klasy[4]
- Order Sztandaru Pracy I klasy[4]
- Wielki Oficer I Klasy Odznaki Honorowej za Zasługi (1974, Austria)[5]
- Krzyż Komandorski z Gwiazdą Orderu Lwa (1974, Finlandia)[6]
- Krzyż Komandorski Orderu Legii Honorowej (1975, Francja)[4][6]
- Wielki Oficer Orderu Księcia Henryka Żeglarza (1976, Portugalia)[6]
- Wielki Oficer Orderu Leopolda (1979, Belgia)[6]

## Publikacje
- Jak zadłużyłem PRL. Wyd. Polska Agencja Ekologiczna, Warszawa 1995, ss. 103. ISBN 83-85636-09-9
- Dyplomacja Merkurego. Wyd. Philip Wilson, Warszawa 2000, ss. 212. ISBN 83-7236-030-8
- Dwunastolecie polskiej transformacji 1990-2001. Czas utracony?. Wyd. Philip Wilson, Warszawa 2004, ss. 83. ISBN 83-7236-153-3